# Gare de Fuji
La gare de Fuji (富士駅, Fuji-eki) est une gare ferroviaire de la ville de Fuji, dans la préfecture de Shizuoka au Japon. Elle est exploitée par la JR Central.

## Situation ferroviaire
La gare de Fuji est située au point kilométrique (PK) 146,2 de la ligne principale Tōkaidō. Elle marque le début de la ligne Minobu.

## Historique
La gare a été inaugurée le 21 avril 1909.

## Service des voyageurs

### Accueil
La gare dispose d'un bâtiment voyageurs, avec guichets, ouvert tous les jours.

### Desserte
- Ligne Minobu :
  - voies 1 et 2 : direction Fujinomiya, Minobu et Kōfu
- Ligne principale Tōkaidō :
  - voies 3 et 4 : direction Atami
  - voies 5 et 6 : direction Shizuoka et Hamamatsu

### Intermodalité
La gare de Shin-Fuji (ligne Shinkansen Tōkaidō) est située à 2 km.